# Torneo de Queen's Club 2011
El Torneo de Queen's Club de 2011 es un torneo de tenis del ATP Tour 2011. El torneo tendrá lugar en el Queen's Club en Londres, Reino Unido, desde el 6 de junio hasta el 12 de junio, de 2011.

## Campeones

### Individual
Andy Murray derrotó a  Jo-Wilfried Tsonga por 3-6, 7-6(2) y 6-4

### Dobles
Bob Bryan /  Mike Bryan derrotaron a  Mahesh Bhupathi /  Leander Paes por 6-7(2), 7-6(4) y [10-6]